# بخش ارسک
بخش اَرِسک، به مرکزیت شهر Eresk، یکی از بخش‌های شهرستان بشرویه است. این بخش، از دو دهستان ارسک و رقه تشکیل شده و بر اساس سرشماری سال ۱۳۸۵، تعداد ۵٬۶۵۵ نفر جمعیت داشته‌است. از این تعداد، ۳٬۲۲۶ نفر در دهستان ارسک و ۲٬۴۲۹ نفر در دهستان رقه ساکن بوده‌اند.
بخش ارسک در آبان ۱۳۸۷ و پس از ارتقای بخش بشرویه به شهرستان و جدا شدن آن از شهرستان فردوس، از ترکیب دهستان‌های ارسک و رقه تشکیل شد.